# Zaragoza (stad)
Zaragoza (Catalaans en Nederlands verouderd: Saragossa) is een gemeente in en de op vier na grootste stad van Spanje. Het is de hoofdstad van de gelijknamige provincie en van de autonome regio Aragón.
De stad ligt op 199 meter boven zeeniveau, aan de rivier Ebro, in een vallei met een landschap van bergen, bossen en woestijnen. De stad heeft een inwonertal van 681.460 (2021). In de agglomeratie wonen 833.455 mensen, dat komt neer op meer dan de helft van de bevolking van de gehele regio Aragón.
Zaragoza is een belangrijke industriestad en handelscentrum, onder meer door haar gunstige ligging, centraal tussen Madrid, Barcelona, Bilbao, Valencia en het Franse Toulouse. De burgemeester van de stad is sinds juni 2023 Nathalia Chueca-Muñoz (PP).

## Geschiedenis
De stad werd in de 1e eeuw v.Chr. een Romeinse kolonie onder keizer Augustus en droeg in die tijd de naam Caesarea Augusta. In het jaar 712 werd de stad veroverd door de Moren en in de periode tussen 1013 en 1118 werd het toenmalige Cesaracosta onderdeel van de taifa Zaragoza en de naam werd verbasterd tot het Arabische Saraqusta. De taifa's ontstonden in de 11e eeuw in de periode van de val van het kalifaat Córdoba (1031) en waren onafhankelijke staten. Saraqusta had veel verschillende emirs, maar in 1110 werd de taifa verslagen door de Almoraviden uit Marokko.

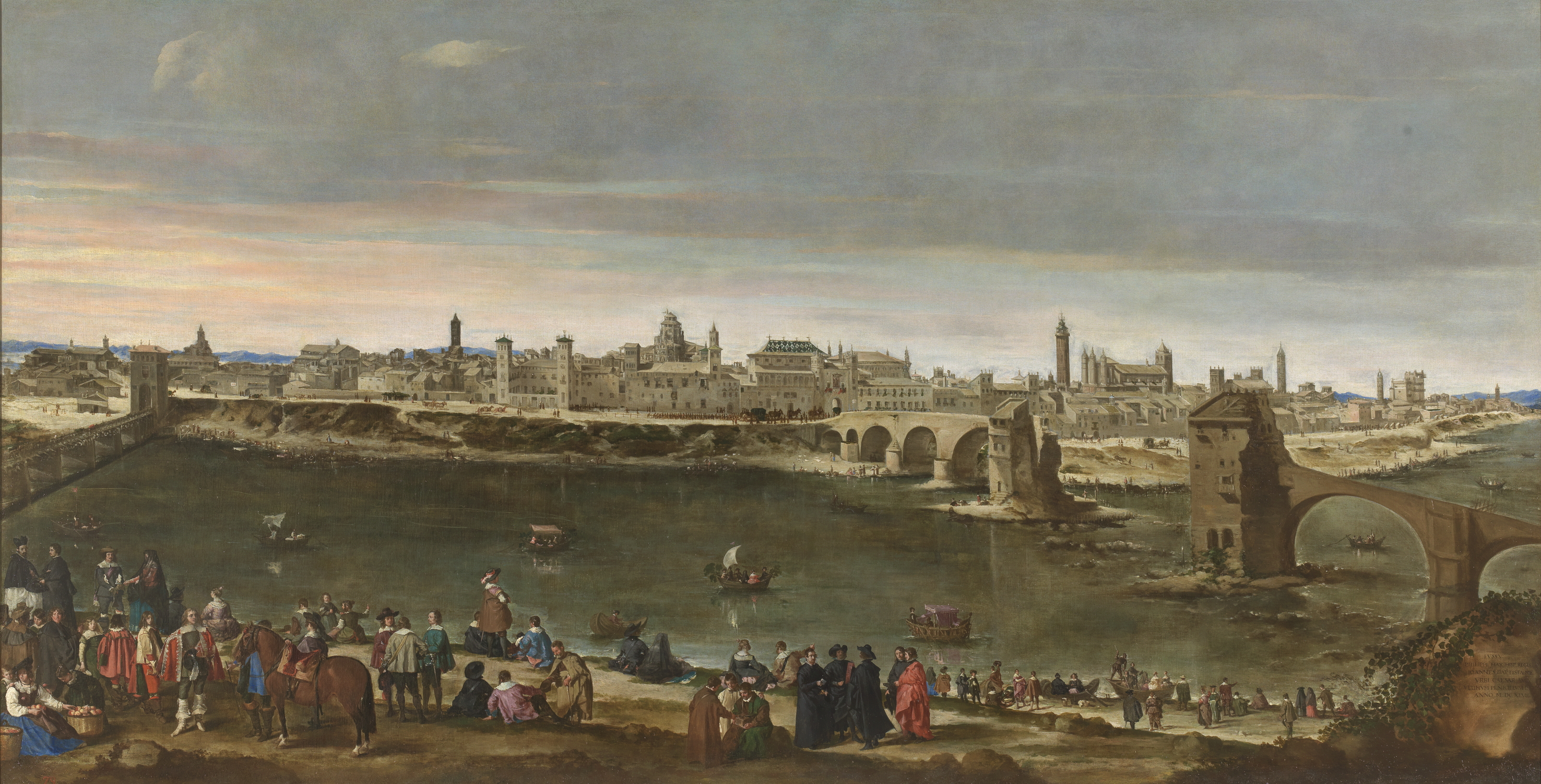
Zaragoza in 1647 door Juan Bautista Martínez del Mazo

Acht jaar later kwam de stad na tijden weer in christelijk bezit, door de verovering van Alfons I van Aragón. Het werd de hoofdstad van het toenmalige Koninkrijk Aragón en opnieuw werd de naam van de stad veranderd, ditmaal in Çaragoça, waarvan het huidige Zaragoza afstamt. 
In de roerige jaren 1640 verloor de Spaanse kroon gebied aan een alliantie van het opstandige Catalonië en Frankrijk. Het hof vestigde zich lange perioden in Zaragoza om de loyaliteit van de stad te verzekeren en van daaruit leiding te geven aan de oorlog. Kroonprins Balthasar Karel overleed er in 1646 in verdachte omstandigheden. Het volgende jaar werden 300 Waalse soldaten ingekwartierd in de stad om onder Felipe de Silva deel te nemen aan de herovering van Monzón. Toen hun soldij geruime tijd uitbleef, begonnen ze op Hemelvaartsdag te plunderen, waarbij ze enkele doden maakten. De Zaragonezen sloegen terug en namen de wapens op tegen de Walen, die vergeefs asiel zochten in kerken en kloosters. Enkel in de Aljafería waren ze veilig. Op het einde van de dag waren een tachtigtal Waalse elitetroepen dood.
Tijdens de Spaanse Onafhankelijkheidsoorlog in de 19e eeuw kreeg de stad het zwaar te verduren; zowel in 1808 als 1809 werd Çaragoça belegerd door de troepen van Napoleon, waarbij velen door honger en strijd omkwamen. Het inwonertal daalde zelfs van 55.000 naar slechts 12.000. De stad leefde pas weer op in 1865, toen het een spoorlijnverbinding kreeg met Madrid, Barcelona en Bilbao en wederom toen het in 1908 de Frans-Spaanse Tentoonstelling organiseerde.

## Bezienswaardigheden

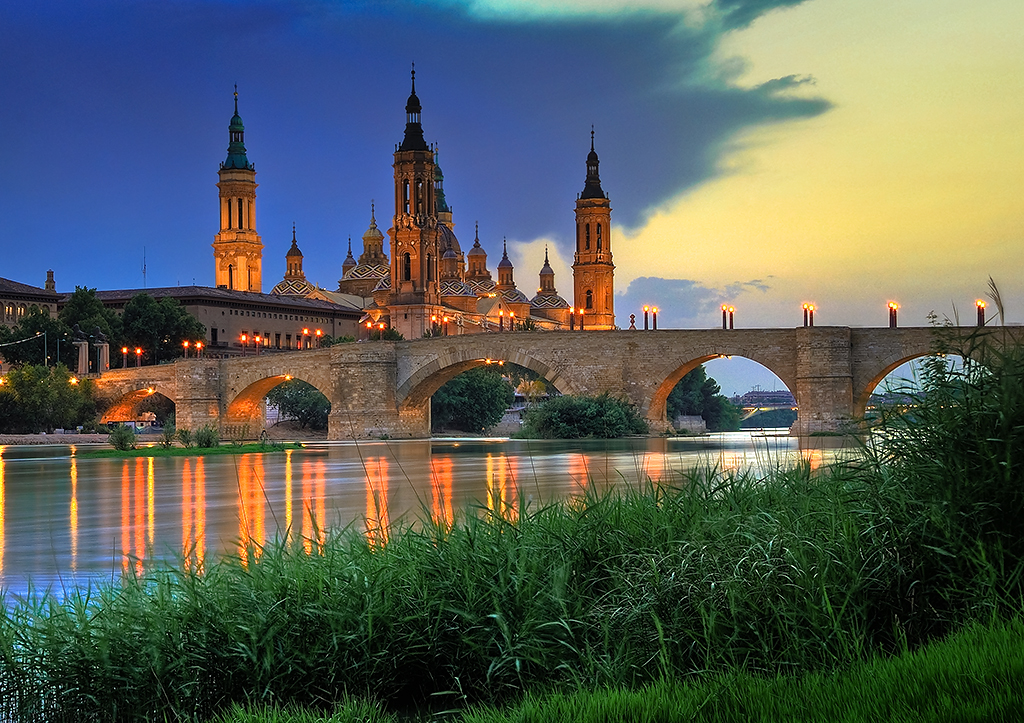
El Pilar aan de Ebro

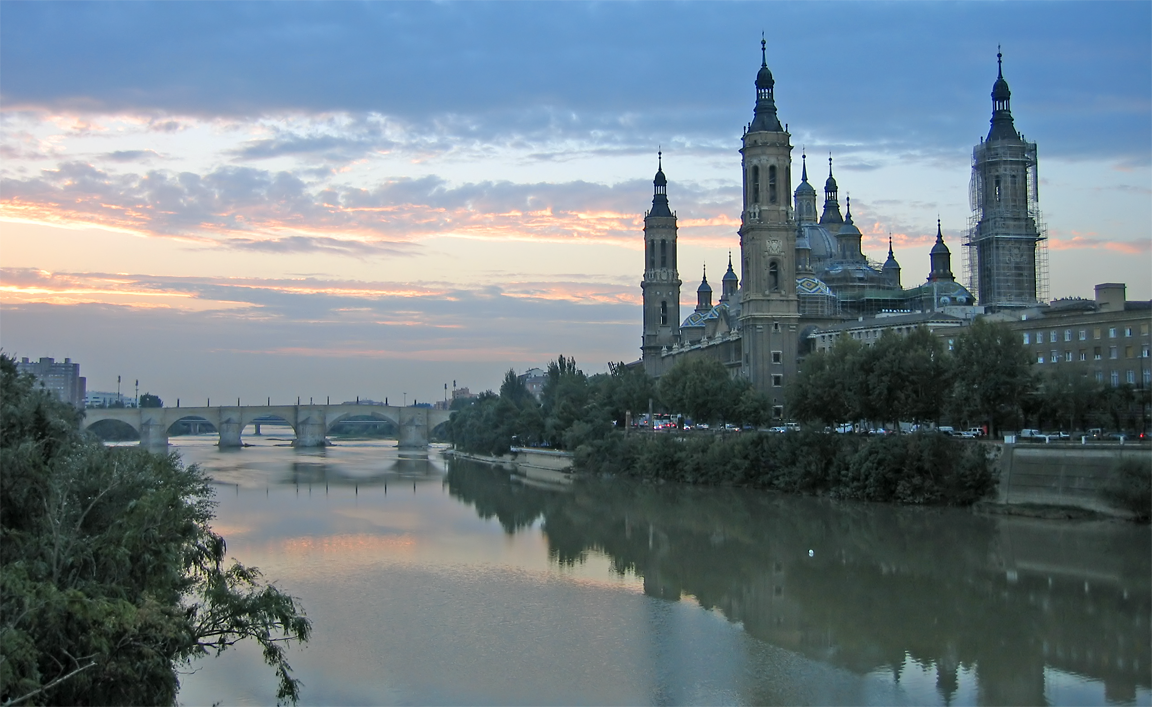
De rivier de Ebro stroomt door Zaragoza

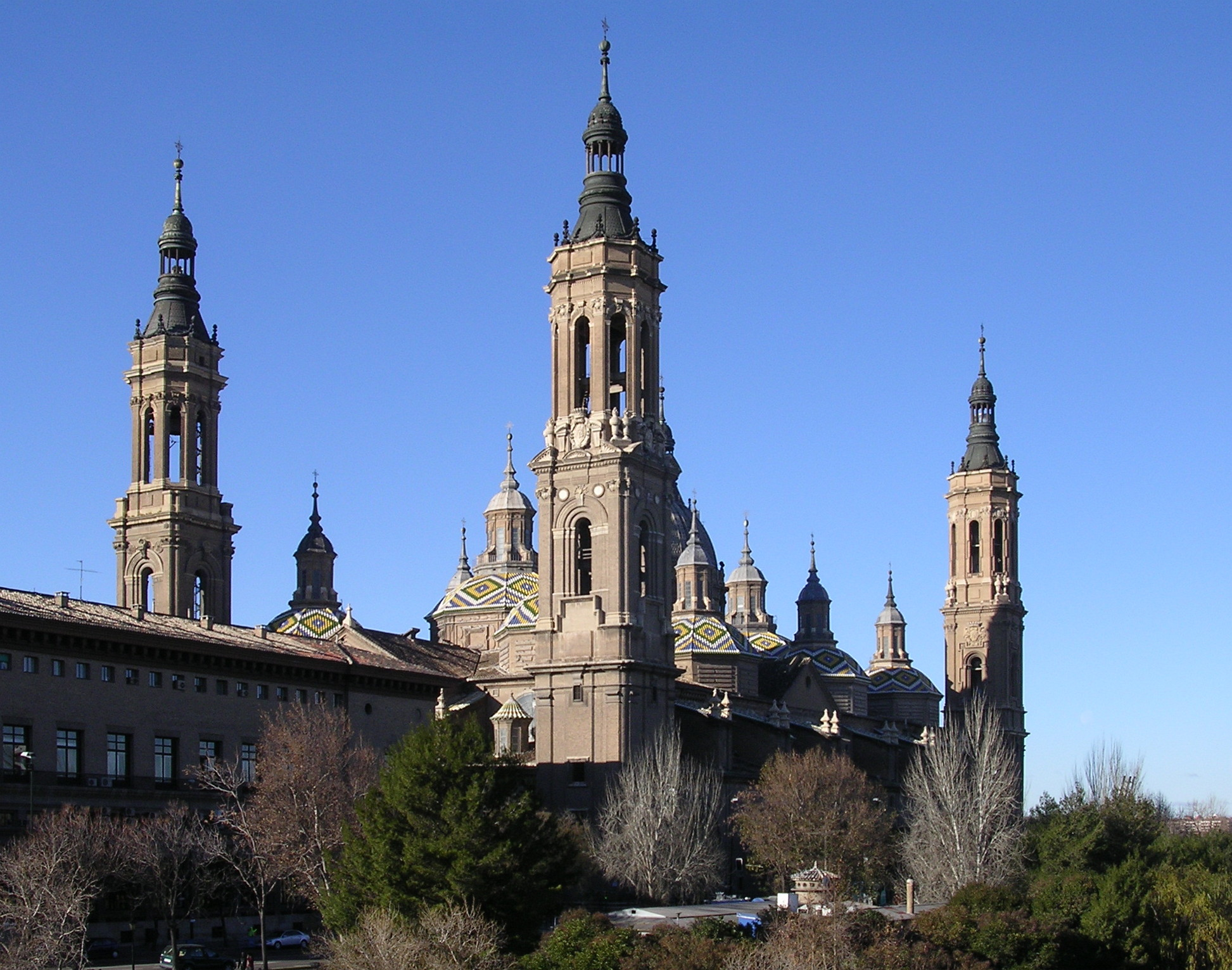
El Pilar

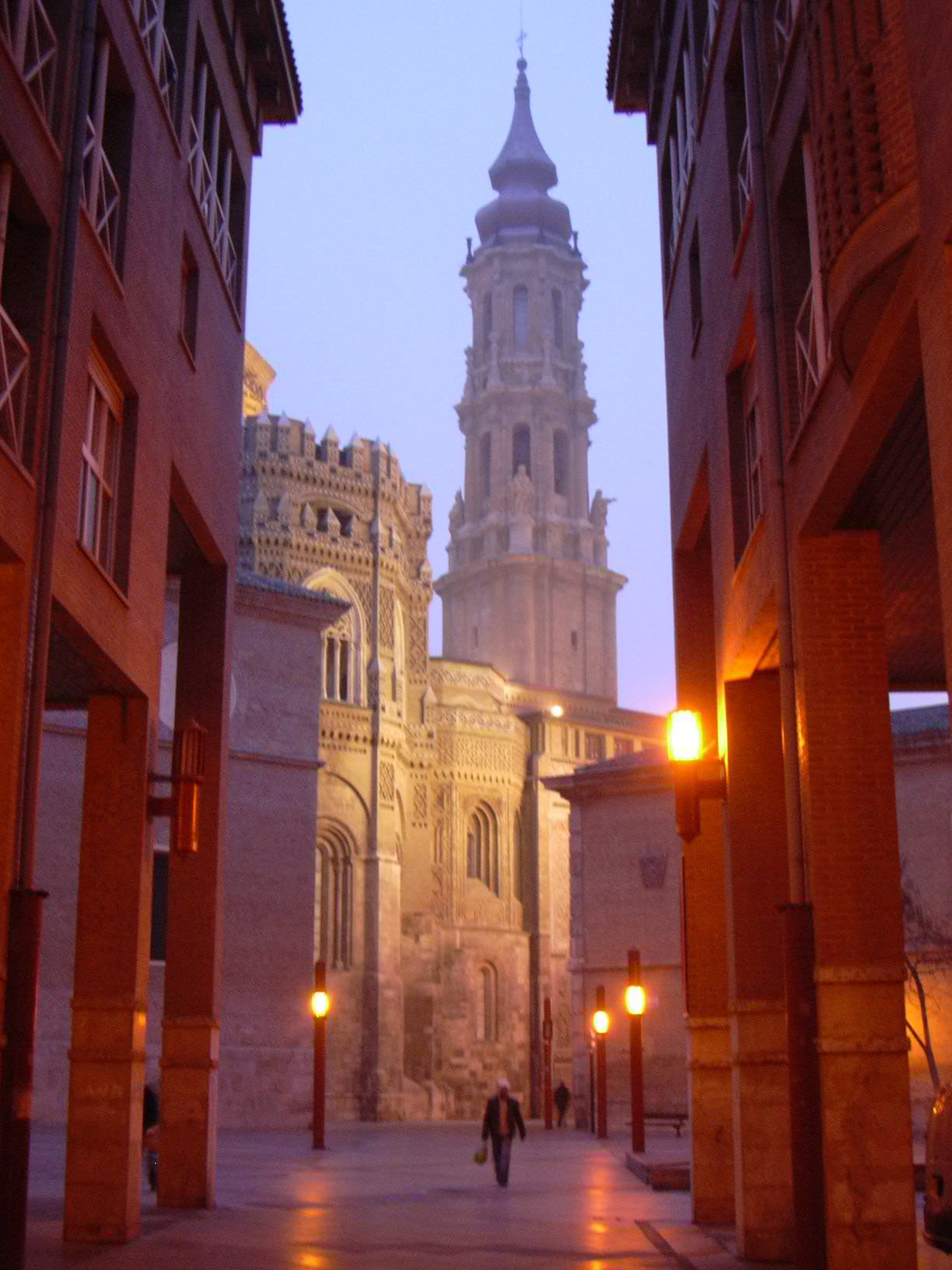
La Seo

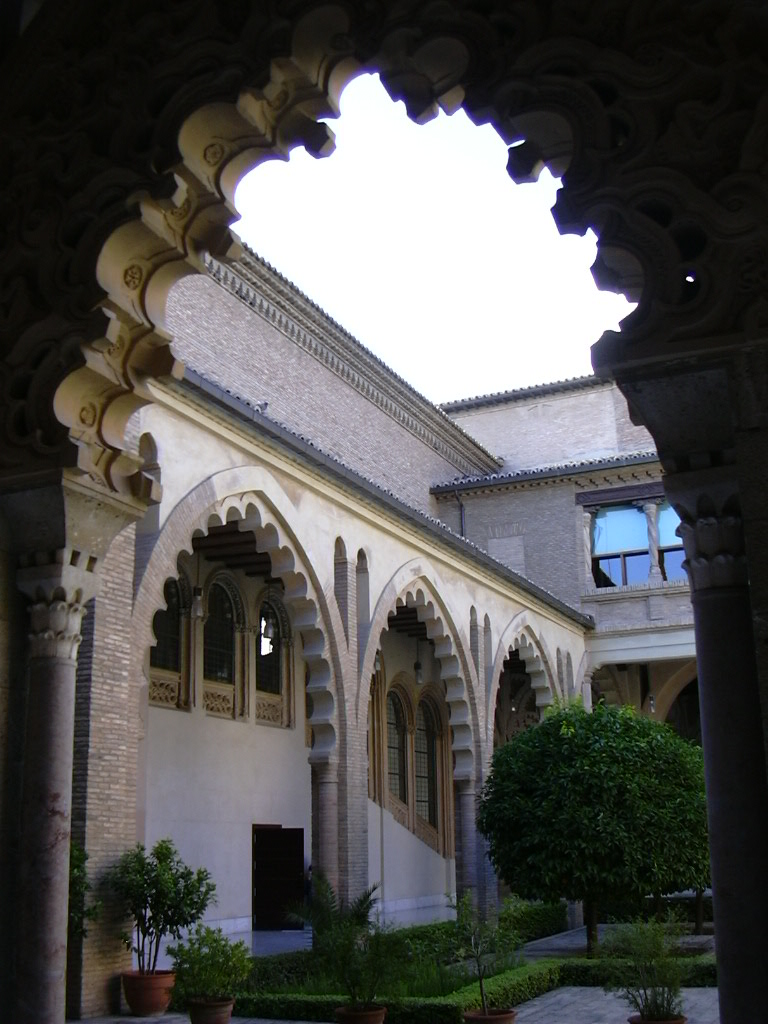
Een patio in La Aljafería

Zaragoza heeft over de eeuwen vele heersers gehad en vele volken hebben de stad bewoond. Hierdoor vindt men monumenten en resten van vele verschillende culturen en in vele stijlen. Ondanks dat de stad een mooi historisch centrum heeft, met vele bezienswaardigheden, staat de stad in Spanje ook wel bekend als “de onbekende”. De stad behoort niet tot de meest bezochte steden van het land. De aandacht gaat namelijk vooral uit naar hoofdstad Madrid, mediterraans en modern Barcelona en het Andalusische Sevilla. De Wereldtentoonstelling van 2008 heeft de stad echter weer min of meer op de kaart gezet.
Noemenswaardige monumenten van Zaragoza zijn:
- El Pilar (De Pilar-kathedraal): een grote en indrukwekkende kathedraal, o.a. versierd met schilderijen van Francisco Goya. Het plein dat er voor ligt, het Plaza del Pilar, is een van de grootste pleinen van Europa met een lengte van 500 meter.
- La Seo/Catedral del Salvador (Kathedraal): De huidige kathedraal heeft vele volkeren en geloven voorbij zien komen. Men vindt er barokstijlen, Romaanse stijlen en overblijfselen uit tijden dat het een Romeinse tempel en Moorse moskee was.
- Palacio de la Aljafería (Paleis): Dit paleis werd gebouwd in de 9e eeuw door de toenmalige Arabische koning Al-Muqtadir. Het paleis werd daarna bewoond door koning Ferdinand II en koning Peter IV. Daarna werd het de zetel van de Spaanse Inquisitie en vervolgens, tot op de dag vandaag, is het de zetel van de regering van Aragón.
- San Pablo-kerk, onderdeel van de werelderfgoedinschrijving van verschillende Mudejararchitectuur objecten.
- Museo Goya - Colección Ibercaja - Museo Camón Aznar, een museum gewijd aan Goya.
- Museo del Foro de Caesaraugusta, het Romeinse forum.
- Museo del Teatro de Caesaraugusta, het Romeinse theater.

Buiten deze monumenten, kent de stad een aantal andere bezienswaardigheden en musea, uit en over de Romeinse tijd, de Middeleeuwen, de Moorse tijd en de periode van de Renaissance.

## Evenementen
In 2008 organiseerde de stad de Wereldtentoonstelling. De Expo 2008 werd gehouden van 14 juni tot en met 14 september 2008.

## Economie
Zaragoza is buiten een belangrijk handelscentrum ook een van de grote productiecentra van Spanje. Belangrijke industriële motoren van de stad zijn de fabrieken van Opel en Siemens en van elektronicafabrikant Balay. Andere grote Spaanse bedrijven die zijn gevestigd in Zaragoza zijn Pikolin, Lacasa, CAF, SAICA en Torraspapel.
De economie ondervond tot 2008 een behoorlijke groeiperiode, onder meer door de organisatie van de Wereldtentoonstelling in 2008. Sinds 2003 heeft de stad een hogesnelheidsverbinding (de zogenaamde AVE) met Madrid en sinds 2008 met Barcelona. Hierdoor werd de logistieke positie van Zaragoza nog aantrekkelijker. Echter, sinds de Eurocrisis is de economie in Spanje bergafwaarts gegaan.

## Transport
Zaragoza is een van de belangrijkste verkeersknooppunten van Spanje, zowel voor auto- als treinverkeer. Het vliegveld van de stad is klein in vergelijking met dat van Barcelona of Madrid, maar sinds de komst van de low-cost maatschappij Ryanair in 2005, begint het aantal passagiers te groeien. Vanuit het vliegveld kan men nu dagelijks direct vliegen naar Milaan, Londen, Brussel Charleroi en een aantal Spaanse bestemmingen. Door de goede spoor- en snelwegverbindingen met de andere Spaanse grote steden, krijgt het vliegveld van Zaragoza weinig kans om te groeien. Na de komst van de AVE hogesnelheidslijn kan men namelijk in slechts 1,5 uur naar Madrid reizen en van daaruit naar vrijwel alle Europese steden vliegen. Barcelona is nu eveneens via deze hogesnelheidslijn te bereiken.

### Spoor
Met de komst van de hogesnelheidslijn is er een nieuw hoofdstation Zaragoza-Delicias aan de noordwestelijke rand van de stad gebouwd, gelijk met een langeafstand- en regionaal busstation. Het nieuwe station opende op 7 mei 2003. Het oude station El Portillo dat dichter bij het centrum gelegen was, werd gesloten bij gebrek aan baanvakcapaciteit. De tunnel door de stad was dubbelsporig uitgerust met het Spaanse breedspoor. De hogesnelheidslijn is aangelegd met het afwijkende Europese normaalspoor. Om zowel breedspoor als normaalspoor treinen door de stad te laten rijden is besloten een van de twee sporen om te bouwen naar normaalspoor. De baanvakcapaciteit is hierdoor echter sterk beperkt daar elke treinsoort op eigen spoor moet rijden en op eventuele tegemoetkomende tegenliggers moet wachten. Daar het station Delicias ruim 2 km van het centrum is, is in december 2008 het station El Portillo heropend voor regionale treinen en werd het station sinds 11 juni 2008 ook bediend door een nieuwe Cercanías Zaragoza lijn C1 voor voorstadsverkeer.

### Tram
Op 26 april 2011 is de eerste fase van de nieuwe tramlijn geopend. Op 26 maart 2013 is de volledige tramlijn geopend. De laatste tramlijn van het oude tramnet werd in 1976 opgeheven. Dit was het laatste niet-toeristische trambedrijf in Spanje dat nog reed.

## Geografische ligging

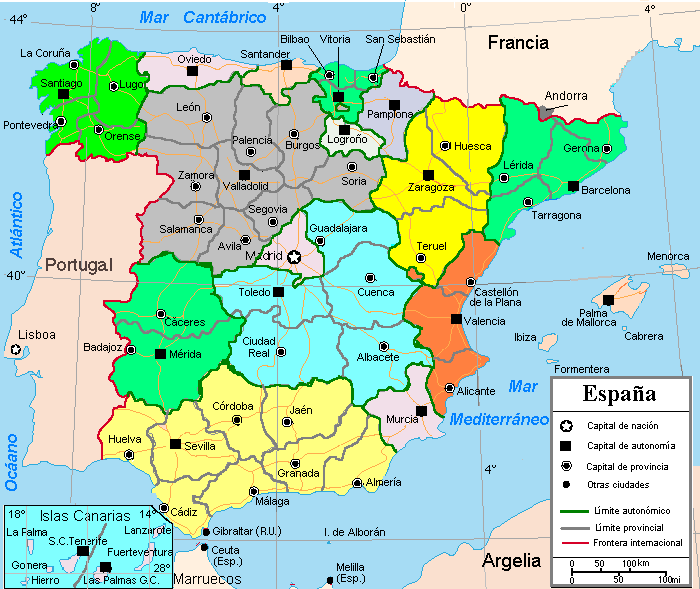
Kaart van Spanje

Afstanden naar andere steden
- Alicante: 512 kilometer
- Barcelona: 307 kilometer
- Bilbao: 303 kilometer
- Bordeaux: 496 kilometer
- La Coruña: 802 kilometer
- Madrid: 324 kilometer
- Pamplona: 179 kilometer
- Sevilla: 853 kilometer
- Toulouse: 386 kilometer
- Valencia: 325 kilometer
- Valladolid: 441 kilometer

## Demografische ontwikkeling
Bron: INE; 1857-2021: volkstellingen
Opm: Bevolkingscijfers in duizendtallen; aanhechting van Alfocea, Casetas, Juslibol, Mozalbarba (1887), Peñaflor (1897), Villamayor (1920) en Torrecilla de Valmadrid (1960)

## Klimaat

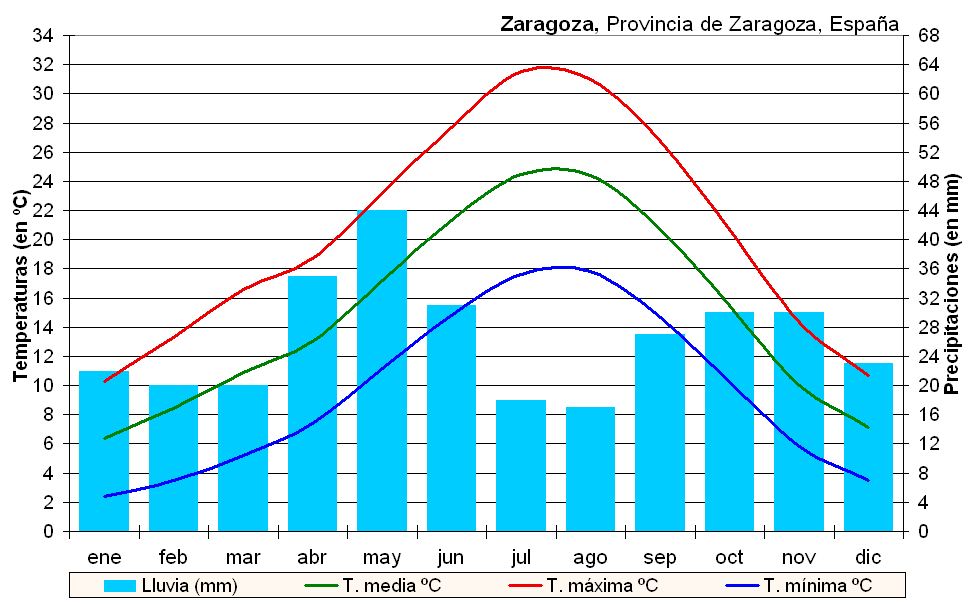
Klimaatgrafiek Zaragoza

Zaragoza heeft een Mediterraan klimaat maar neigt vaak naar een landklimaat. De zomers zijn erg heet, de temperatuur stijgt soms 3 maanden onafgebroken boven de 30 graden Celsius. De winters zijn echter koud, een stuk kouder dan aan de kust van de Middellandse Zee, maar kennen ook weinig neerslag.

## Sport
Real Zaragoza is de professionele voetbalclub van Zaragoza en speelt in La Romareda. De club speelde meerdere seizoenen op het hoogste Spaanse niveau, de Primera División. Zaragoza was speelstad voor het WK Voetbal van 1982 en de wedstrijden werden destijds in La Romareda gespeeld. De professionele basketbalclub van Zaragoza is CB Zaragoza.

## Partnersteden
- Bethlehem (Palestina)
- Biarritz (Frankrijk)
- Coimbra (Portugal)
- La Plata (Argentinië)
- León (Nicaragua)
- Móstoles (Spanje)
- Pau (Frankrijk)
- Ponce (Puerto Rico)
- Skopje (Macedonië), sinds 2008[4]
- Tijuana (Mexico)
- Yulin (Volksrepubliek China)
- Zaragoza (Nicaragua)

## Bekende inwoners van Zaragoza

### Geboren
- Yolande van Aragón (1384-1442), regentes van Anjou
- José Rebolledo de Palafox (1776-1847), generaal (Spaanse Onafhankelijkheidsoorlog)
- José de la Gándara (1820-1885), gouverneur van de Dominicaanse Republiek
- Pilar Lorengar (1928-1996), zangeres
- Emilio Soriano Aladrén (1945), voetbalscheidsrechter
- Víctor Fernández (1960), voetbaltrainer
- Cristina Fallarás (1968), auteur
- Mark Consuelos (1971), acteur en filmproducent
- Lara Almarcegui (1972), fotografe en art intervention- en installatiekunstenaar
- Carlos Clos Gómez (1972), voetbalscheidsrechter
- David Cañada (1975-2016), wielrenner
- Raúl Mesa (1982), beachvolleyballer
- Ángel Lafita (1984), voetballer
- Joel Bosqued (1989), acteur
- Mapi León (1995), voetbalster
- Diego Poyet (1995), Engels-Uruguayaans voetballer
- Jesús Vallejo (1997), voetballer
- Manu Morlanes (1999), voetballer
- Alejandro Francés (2002), voetballer
- Salma Paralluelo (2003), voetbalster
- Eliezer Mayenda (2005), Spaans-Frans voetballer